# Numero quadrato triangolare
Un numero quadrato triangolare è un numero che è sia triangolare sia quadrato. Esistono infiniti numeri triangolari quadrati, dati dalla formula:
{\displaystyle N_{k}={1 \over 32}\left(\left(1+{\sqrt {2}}\right)^{2k}-\left(1-{\sqrt {2}}\right)^{2k}\right)^{2}.}
Il 36, ad esempio, può essere rappresentato sia come quadrato sia come triangolo:
| * · * · * · * · * · * · * · * · * · * · * · * · * · * · * · * · * · * · * · * · * · * · * · * · * · * · * · * · * · * · * · * · * · * · * · * |  | * · * · * · * · * · * · * · * · * · * · * · * · * · * · * · * · * · * · * · * · * · * · * · * · * · * · * · * · * · * · * · * · * · * · * · * |
Il problema della ricerca di numeri triangolari quadrati si riduce all'equazione di Pell. Infatti, si tratta di trovare due numeri q e t tali che il q-esimo numero quadrato sia uguale al t-esimo numero triangolare:
{\displaystyle \,t(t+1)/2=q^{2}}
Con qualche trasformazione diventa:
{\displaystyle \,t^{2}+t=2q^{2}}
{\displaystyle \,t^{2}+2t/2+1/4-1/4=2q^{2}}
{\displaystyle \,(t+1/2)^{2}=2q^{2}+1/4}
{\displaystyle \,(2t+1)^{2}=8q^{2}+1}
Sostituendo m = 2t + 1 e n = 2q, otteniamo la seguente equazione diofantea:
{\displaystyle \,m^{2}=2n^{2}+1}
che è un'equazione di Pell.
Il k-esimo numero triangolare quadrato Nk è uguale al q-esimo quadrato e al t-esimo triangolare tali che:
{\displaystyle q(N)={\sqrt {N}},}
{\displaystyle t(N)=\lfloor {\sqrt {2N}}\rfloor .}
t è dato dalla formula:
{\displaystyle t(N_{k})={1 \over 4}\left[\left(\left(1+{\sqrt {2}}\right)^{k}+\left(1-{\sqrt {2}}\right)^{k}\right)^{2}-\left(1+(-1)^{k}\right)^{2}\right]}.
Al crescere di k, il rapporto t/q tende alla radice di due:
{\displaystyle {\begin{matrix}N=1&q=1&t=1&t/q=1\\N=36&q=6&t=8&t/q=1.3333333\\N=1225&q=35&t=49&t/q=1.4\\N=41616&q=204&t=288&t/q=1.4117647\\N=1.413.721&q=1189&t=1681&t/q=1.4137931\\N=48.024.900&q=6930&t=9800&t/q=1.4141414\\N=1.631.432.881&q=40391&t=57121&t/q=1.4142011\end{matrix}}}